# 庫凱塔
庫凱塔是哥倫比亞的城鎮，位於該國東北部，由博亞卡省負責管轄，距離首都波哥大315公里，始建於1556年10月5日，面積43平方公里，海拔高度2,760米，2005年人口4,474。

## 外部連結
- （西班牙文） Colombian ministry of culture; Cucaita, 450 years old
- （西班牙文） Cucaita official website （页面存档备份，存于）

5°32′N 73°27′W / 5.533°N 73.450°W